# Jaume González Padrós
Jaume González Padrós (Sabadell, 1960) és un liturgista català. Ha estat vinculat a totes les institucions litúrgiques catalanes i actualment és assessor de litúrgia del Vaticà. Doctorat en Teologia pel Pontifici Ateneu Sant Anselm de Roma, el 2017 era rector de la parròquia de Sant Llorenç de Barcelona. És president de l'Associació Espanyola de Professors de Litúrgia, membre del Centre de Pastoral Litúrgica i des del 14 de gener del 2017 consultor de la Congregació pel Culte Diví i la Disciplina dels Sagraments. Va ser director de l'Institut Superior de Litúrgia de Barcelona del 2010 al 2016.